# Morphodontonychus
Morphodontonychus is een geslacht van kevers uit de familie  
kniptorren (Elateridae).
Het geslacht is voor het eerst wetenschappelijk beschreven in 1972 door Girard.

## Soorten
Het geslacht omvat de volgende soort:
- Morphodontonychus obscurus Girard, 1972